# Strage di Senigallia
La strage di Senigallia fu perpetrata tra il 31 dicembre 1502 e il 18 gennaio 1503 dal duca Valentino (Cesare Borgia) ai danni dei suoi rivali: Vitellozzo Vitelli, il duca di Gravina Francesco Orsini, Paolo Orsini, e Oliverotto da Fermo. I fatti della strage furono raccontati da Niccolò Machiavelli nel 1503, nella breve opera storica Descrizione del modo tenuto dal Duca Valentino nello ammazzare Vitellozzo Vitelli, Oliverotto da Fermo, il Signor Pagolo e il duca di Gravina Orsini.

## Storia

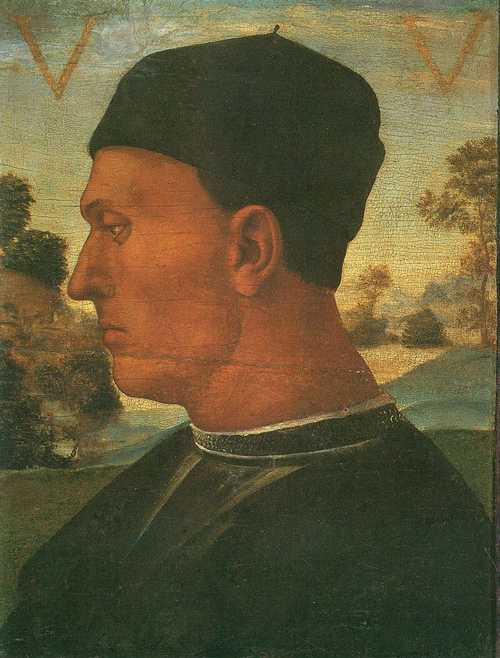
Ritratto di Vitellozzo Vitelli, dipinto di Luca Signorelli

Dopo il progetto, ordito da Cesare Borgia, per impadronirsi della città di Bologna (retta da Giovanni II Bentivoglio), al fine di completare il suo disegno di costituire in Romagna un proprio principato (un piano orchestrato di concerto con l'illustre padre papa Alessandro VI), alcuni suoi capitani e alleati tramarono per impedirgli di realizzare i suoi piani e per porre fine alla sua parabola politica, ammazzandolo o facendolo prigione. Vitellozzo Vitelli, insieme a Oliverotto da Fermo, Paolo Orsini, suo cugino Francesco, Giampaolo Baglioni da Perugia e Antonio Giordano (ministro di Pandolfo Petrucci, che rappresentava Siena), decisero così di riunirsi a Magione, in casa del cardinale Giovanni Battista Orsini per discutere il piano di una congiura ai danni del duca. Questa era stata decisa prima che Borgia ricevesse l'aiuto promesso dal re di Francia Luigi XII per la conquista di Bologna. Le decisioni prese in questa riunione furono due, cioè quella di non abbandonare il Bentivoglio a Bologna, e di cercare l'appoggio dei fiorentini e dei veneziani contro il duca; inoltre, affinché la congiura andasse a buon fine, fu deciso che si dovesse stringere un'alleanza con il ducato di Urbino.
Il supposto appoggio dei fiorentini alla congiura fu presto smentito; questi, difatti, che già avevano giustiziato Paolo Vitelli, fratello di Vitellozzo non solo non accettarono di fornire supporto ai congiurati, ma, il 7 ottobre, inviarono Niccolò Machiavelli allo stesso Borgia (che si trovava ad Imola), per avvertirlo del tradimento dei suoi soldati. Il segretario della Repubblica fiorentina racconta:
(Niccolò Machiavelli, Descrizione)
Venuti a mancare i soldati a seguito del tradimento dei suoi capitani, al duca non rimase altro che affidarsi ai fiorentini, ad alcuni soldati inviatigli dal re di Francia Luigi XII, oltreché a mercenari reclutati per l'occasione.

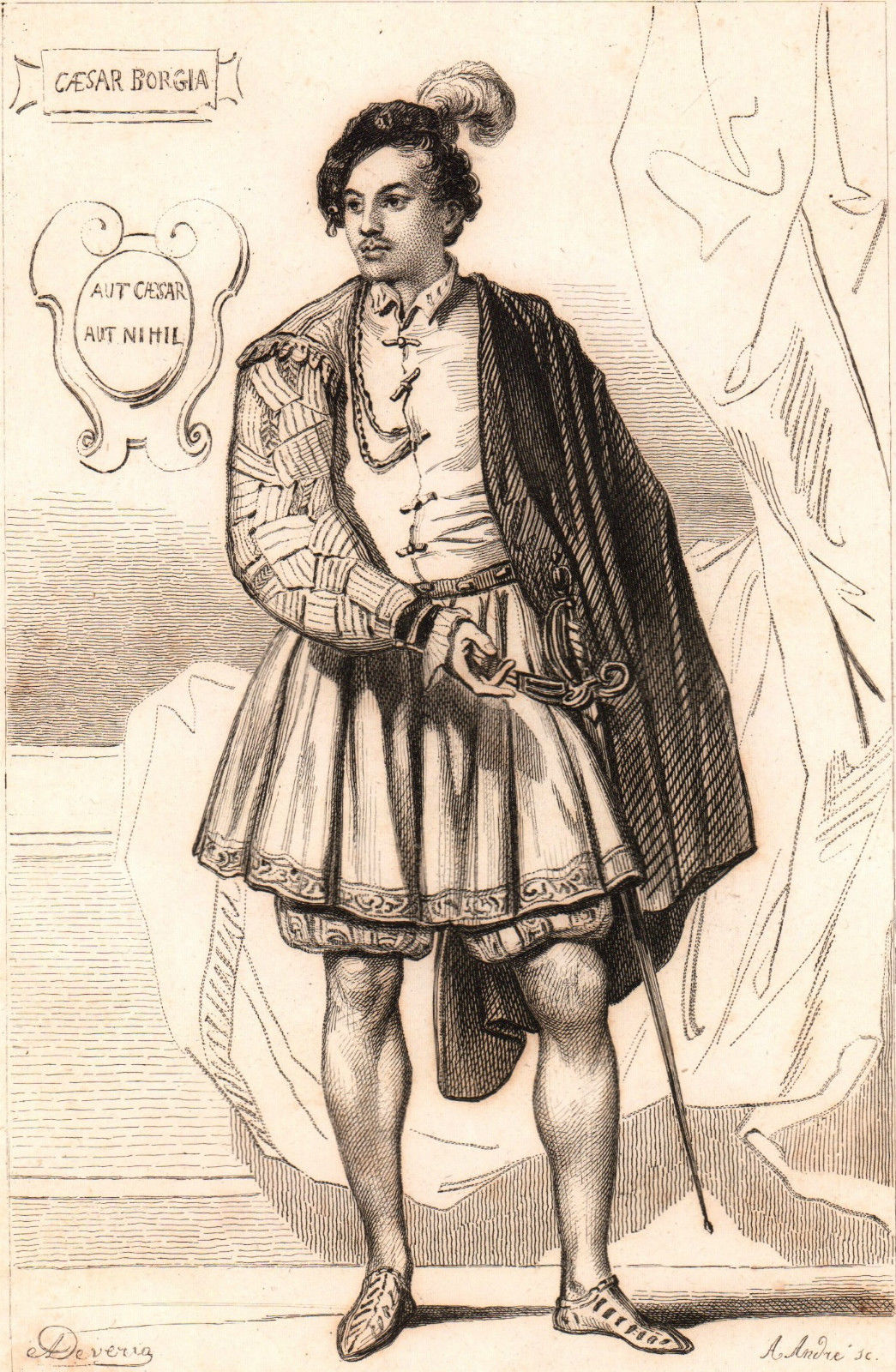
Cesare Borgia (stampa)

I congiurati, riuniti nella "Lega dei condottieri", fomentarono ribellioni e disordini nel territorio occupato da Cesare nel ducato di Urbino, in sostegno a Guidobaldo da Montefeltro che il 18 ottobre poteva ritornare e riassumere il potere. Entrati nella capitale del ducato vi fecero impiccare molti funzionari di Borgia, mentre a Camerino (conquistata il 21 giugno pregresso da Cesare) scoppiarono rivolte. Dopodiché combatterono le truppe del Valentino nella battaglia di Calmazzo, vinta da Vitellozzo Vitelli. Uno scontro presso Fossombrone era stato vinto sempre da Vitellozzo e dagli Orsini. Intanto il duca meditava la vendetta e comunicò il piano della strage ai suoi più fidati seguaci, tra cui il sicario Michelotto Corella:
(Niccolò Machiavelli, Descrizione)
Le abilità di grandissimo simulatore di Cesare gli valsero per piegare i condottieri alla tregua: Paolo Orsini, allettato con lenocini e prebende (con doni e con promesse corrotto da el duca), raggiunse un accordo con Borgia il 10 novembre, convincendo anche Vitellozzo e gli altri condottieri a sottomettersi alla richiesta di pace, che fu conclusa una settimana dopo (a eccezione di Giampaolo Baglioni, signore di Perugia, che rifiutò di sottoscrivere l'accordo, e di Giovanni Bentivoglio, signore di Bologna). Il duca, lasciata Imola il 10 dicembre, dopo aver trascorso alcuni giorni a Cesena, si incamminò verso Senigallia (possedimento dei Della Rovere), che intendeva conquistare, dove un reggimento comandato da Andrea Doria difendeva la cittadella. Il Pagolo (Paolo Orsini), fattosi garante per Borgia, convinse tutti gli ex congiurati di convenire, la notte del 31 dicembre 1502, per un banchetto presso la città di Senigallia.
Il Valentino incontrò i condottieri fuori del borgo e baciò Vitelli sulla guancia in segno di riconciliazione. Insieme fecero ingresso in Senigallia, fuori dalla quale si trovavano accampate poche truppe di Oliverotto, decisamente inferiori per numero alle lance spezzate condotte da Borgia. Cesare, accortosi dell'assenza di Oliverotto, ordinò a Michelotto Corella, suo luogotenente (che aveva opportunamente sistemato l'appartamento del Borgia in un palazzo della città), di raggiungerlo, invitandolo a venire seco ad incontrare el duca. Questi chiese ai suoi compagni di entrarvi con lui per predisporre i piani per le successive battaglie. Quando essi si furono accomodati, Cesare abbandonò di soppiatto la sala e a un suo segnale i condottieri vennero circondati da uomini armati e fatti prigionieri. A questo punto Machiavelli racconta:
(Niccolò Machiavelli, Descrizione)
Vitellozzo e Oliverotto furono uccisi nella notte tra il 31 dicembre e il 1º gennaio, probabilmente per mano di Michelotto Corella. Paolo Orsini e il duca di Gravina furono in un primo tempo trattenuti dal Borgia a Castel della Pieve, a causa dell'arresto da parte del padre Alessandro VI del Cardinale Orsini (fautore di una congiura contro il papa e che aveva ospitato il conciliabolo di Magione), di Rinaldo Orsini e Iacopo Santacroce, gentiluomo romano sostenitore della fazione degli Orsini (questi ultimi poi rilasciati, mentre il cardinale Orsini fu avvelenato in Castel Sant'Angelo). Dopo una breve prigionia, Paolo e il duca di Gravina furono uccisi il 18 gennaio, due settimane dopo gli altri due, da Michelotto, aiutato da un altro sicario, l'uno venendo strangolato e l'altro annegato.
Molti furono poi gli elogi rivolti al Valentino dai contemporanei per il "magnifico inganno" di Senigallia, che produsse consensi più che sdegno e ripugnanza. Cesare infatti fu ammirato per il realismo politico con cui aveva soppresso i suoi avversari, rappresentando gli unici impedimenti al completamento del suo progetto di conquista della Romagna.